# Giorgi Kvernadze
Giorgi Kvernadze (en géorgien : გიორგი კვერნაძე), né le 7 février 2003 à Samtredia, est un footballeur géorgien qui joue au poste d'attaquant au Frosinone Calcio.

## Biographie

### Carrière en club
Né à Samtredia en Géorgie, Giorgi Kvernadze est formé par le FC Saburtalo, où il commence sa carrière professionnelle en championnat de Géorgie à l'âge de 18 ans,.
Il est prêté au FC Telavi en 2022, où il joue un rôle central dans le maintien en première division géorgienne,.
Transféré au Kolkheti Poti, Kvernadze est ensuite sacré champion de Géorgie lors de la saison 2023, en prêt avec le Dinamo Batoumi,,.
Lors de l'été 2023 il est prêté au club italien du Frosinone Calcio avec option d'achat,, où il fait ses débuts en Serie A dès la première journée, contre le Napoli de Rudi Garcia et son compatriote Khvicha Kvaratskhelia,.

### Carrière en sélection
Giorgi Kvernadze est international junior avec l'équipe de Géorgie des moins de 17 ans puis des moins de 19 ans.
Kvernadze est ensuite international espoirs avec la Géorgie,.

## Palmarès
Dinamo Batoumi
- Championnat de Géorgie
  - Champion en 2023